# Het toernooi
Het toernooi is een  stripverhaal uit de reeks van Jerom. Het hoort bij de "Groene Reeks (De gouden stuntman)" en de eerste druk is van 1979.

## Locaties
Dit verhaal speelt zich af op de volgende locaties:
- de Morotariburcht, middeleeuws dorp, eikenbos, huis van de heks, kamp van de roofridders, gevangenis achter de waterval

## Personages
In dit verhaal spelen de volgende personages mee:
- Jerom, tante Sidonia, Odilon, professor Barabas, president Arthur, heks, dorpelingen, roofridders, heer Arthur, alchemisten

## Het verhaal
Tante Sidonia laat Jerom en Odilon de Morotariburcht schoonmaken en tijdens de werkzaamheden vindt Jerom een hoorn met wijn. Nadat hij van de wijn gedronken heeft, blijkt hij zijn krachten verloren te zijn. Professor Barabas vindt sporen van een vrouwenschoen uit 1300 in de cabine van de teletijdmachine. Hij kan een foto maken en ziet een heks. Na onderzoek blijkt een voorouder van president Arthur deze heks uit het land gezet te hebben. Doordat Odilon met de teletijdmachine heeft geknoeid, is de heks in het heden terecht gekomen. Jerom wordt naar de middeleeuwen geflitst om onderzoek te doen naar de toverdrank. In het verleden bezit hij zijn krachten nog wel. Odilon moet voor straf in het heden blijven.
Jerom ziet hoe roofridders een dorp aanvallen en kan de mannen wegjagen. Hij hoort dat de heks Wamba de ridders heeft opgezet, ooit waren ze namelijk vrienden van de dorpelingen. De roofridders namen heer Arthur gevangen en hij wordt al een jaar in het eikenwoud vastgehouden. Jerom gaat de volgende dag op zoek, maar wordt door Wamba gevangen genomen in een tovermand. De vrienden zien dit op het scherm van de teletijdmachine en Odilon wordt dan naar het verleden geflitst om Jerom te helpen. Hij is vermomd als minnezanger en vindt een fles in het water met een briefje erin. Het briefje is geschreven door Arthur, hij wordt gevangen gehouden achter de waterval. Odilon komt aan bij het huisje van de heks en vraagt of hij mag overnachten.
De heks wil Odilon opeten, maar valt in slaap als hij begint te zingen. Ook de tovermand gaat open en Jerom wordt door Odilon gewekt. Ze gaan op zoek naar de waterval en overnachten bij de beek. De volgende ochtend worden ze aangevallen door een beer, maar Jerom kan het dier al snel verslaan. Jerom vraagt de pels van het dier en vermomt zich ermee. Als beer gaat hij met Odilon mee en ze doen alsof ze kermisartiesten zijn. Bij de roofridders treden ze op en ze wachten tot alle ridders dronken zijn. Dan gaat Jerom naar de waterval en bevrijdt Arthur. Arthur laat een briefje achter bij de roofridders, hij daagt hen uit voor een toernooi op na de tiende zonsopgang.
Arthur gaat terug naar het kasteel en de dorpelingen zijn blij hem weer terug te zien. Arthur verneemt dat de roofridders zullen deelnemen aan het toernooi en hij vertelt dat Jerom zijn plaats zal innemen als hem iets overkomt. De roofridders slaan hun kamp op naast het kasteel en Wamba sluipt rond in de omgeving. Ze laat met een list Arthur drinken van haar drank, waarna hij zijn krachten verliest. Jerom neemt zijn plek in bij het toernooi en wint van elke tegenstander. Wamba wordt gevangen genomen en enkele alchemisten doorzoeken haar toverboek. Ze maken een tegengif en Arthur krijgt hierdoor zijn krachten terug. Jerom krijgt het recept mee en professor Barabas brouwt in zijn laboratorium een drankje, waarna ook Jerom zijn krachten terug krijgt.